# 혜화동 무장 탈영병 총격 난동사건
혜화동 무장 탈영병 총격 난동사건(惠化洞武裝脫營兵銃擊亂動事件)은 1993년 4월 19일 오전 11시 35분쯤 대한민국 서울 종로구 혜화동에서 무장 탈영병 임채성 일병(당시 21세)에 의해 저질러진 무장 탈영 총기난사 사건이다. 이 사건으로 1명이 사망하고 7명이 중경상을 입었다.

## 사건 개요
범인 임채성 일병은 1993년 4월 19일 새벽 3시 40분쯤 강원도 철원군 육군 모 부대에서 K1A 기관단총과 실탄 130발, 수류탄 22발을 갖고 무장탈영을 감행하였으며 뒤이어 철원군 근남면에서 주민 1명을 납치, 피해주민 소유의 봉고 승합차로 경기도 남양주군과 중부고속도로를 경유하여 서울로 잠입한다. 이날 오전 11시 35분쯤 서울 종로구 혜화동에 잠입한 임채성 일병은 경찰의 정차명령에 불응, 사방에 총기를 난사하여 3명에게 중경상을 입혔다. 그 후 차를 버린 임채성 일병은 지나가던 행인을 인질로 잡아 협박하면서 주변에 총기를 또 난사하였고, 이 가운데 오토바이를 타고 야채배달을 가던 시민을 총기살해 하였다. 또 명륜동 1가에 있던 민가에 수류탄을 던지고 총기를 난사하여 가정부를 다치게 했다. 결국 군경 합동팀에 쫓기던 임채성 일병은 살려달라며 애원하는 인질 피해자의 가슴에 총을 쏘고 지나가던 승합차를 납치하여 인질을 태우고 도주하려다 오후 12시 4분쯤 수도방위사령부 특별경호대 요원들의 사격을 받아 검거되었다.

## 사건 여파
문제를 일으킬 소지가 높았던 병사, 이른바 관심 사병으로 지정되었던 임채성 일병은 입대 전부터 군 생활에 전혀 적응하지 못했음이 밝혀졌으며 그 전에도 단기부사관 장학생 혜택 조건으로 육군부사관학교에 입교해 부사관후보생 신분으로 양성교육훈련을 받던 도중에 교육훈련과 병영생활에 적응을 못해서 탈영했다가 자수해 육군 병으로 다시 입대하는 조건으로 기소유예를 받은 이력도 있었다. 또한 학창 시절에는 다른 후배 학생들의 금품을 갈취하는 비행을 저지른 전과도 있었던 것으로 드러났다. 이 사건으로 해당 사단장과 상급부대인 군단소속 군사경찰대장이 보직 해임되었으며 소속중대장 등 4명이 구속, 군사재판에 회부되었다. 또한 경찰청은 이 사건과 관련하여 당시의 서울경찰청장에게 서면경고 처분을 내렸으며 근무태만자에 대한 엄중 처벌 방침을 밝혔다.
 뒤이어 총경급 경찰간부 역시 이 책임을 물어 인사조치를 받기에 이르렀다.

## 인명 피해
이 사고로 피해지역 근처에서 야채상을 하던 50대가 사망하고 7명의 시민들이 총상을 입었다. 더구나 사망자는 5남매를 데리고 살던 가장으로 알려졌다.